# Javor, Novi Pazar
Javor (izvirno srbsko Јавор) je naselje v Srbiji, ki upravno spada pod Mesto Novi Pazar; slednja pa je del Raškega upravnega okraja.

## Demografija
V naselju živi 18 polnoletnih prebivalcev, pri čemer je njihova povprečna starost 55,4 let (49,9 pri moških in 66,3 pri ženskah). Naselje ima 9 gospodinjstev, pri čemer je povprečno število članov na gospodinjstvo 2,00.
To naselje je, glede na rezultate popisa iz leta 2002, večinoma srbsko, a v času zadnjih treh popisov je opazno zmanjšanje števila prebivalcev.
|  |

| Demografija | Demografija     | Demografija     |
| Leto        | Št. prebivalcev | Št. prebivalcev |
| ----------- | --------------- | --------------- |
|             |                 |                 |
|             |                 |                 |
|             |                 |                 |
|             |                 |                 |
| 1948        | 145             |                 |
| 1953        | 178             |                 |
| 1961        | 181             |                 |
| 1971        | 131             |                 |
| 1981        | 80              |                 |
| 1991        | 45              | 45              |
| 2002        | 18              | 18              |
|             |                 |                 |

| Etnična sestava po popisu iz leta 2002 | Etnična sestava po popisu iz leta 2002 | Etnična sestava po popisu iz leta 2002 | Etnična sestava po popisu iz leta 2002 | Etnična sestava po popisu iz leta 2002 |
| -------------------------------------- | -------------------------------------- | -------------------------------------- | -------------------------------------- | -------------------------------------- |
| Srbi                                   | Srbi                                   |                                        | 13                                     | 72,22%                                 |
| Bošnjaki                               | Bošnjaki                               |                                        | 5                                      | 27,77%                                 |
| Neznano                                | Neznano                                |                                        | 0                                      | 0,0%                                   |